# Alphonse Antoine
Alphonse Antoine (Corny-sur-Moselle, 19 agosto 1915 – Saint-Pierre-de-Bœuf, 21 novembre 1999) è stato un ciclista su strada francese.
Professionista dal 1935 al 1949, conta la vittoria di una tappa al Tour de France.

## Carriera
Corse per le squadre francesi Peugeot, France-Sport, La Perle-Hutchinson e Vanoli, oltre che come individuale. Le principali vittorie da professionista furono la tappa di Nîmes al Tour de France nel 1937, il Tour du Doubs nel 1939 e il Tour de Corrèze nel 1941. Partecipò a due edizioni del Tour de France.

## Palmarès
- 1935 (Peugeot-Hutchinson, una vittoria)

3ª tappa Tour de Luxembourg (Rodange > Ettelbruck)
- 1936 (Peugeot-Dunlop, due vittorie)

6ª tappa Tour de Luxembourg (Wiltz > Esch-sur-Alzette)
Nancy-Strasbourg
- 1937 (Peugeot-Dunlop, una vittoria)

12ª tappa, 1ª semitappa Tour de France (Marsiglia > Nîmes)
- 1939 (Peugeot-Dunlop, una vittoria)

Tour du Doubs
- 1941 (France-Sport-Dunlop, una vittoria)

Tour de Corrèze

### Altri successi
- 1936

Criterium di Mulhouse
- 1938

Grand-Prix de Lorraine
- 1939

Criterium di Metz

## Piazzamenti

### Grandi Giri
- Tour de France

1936: 27º
1937: ritirato (16ª tappa)